# LY 주식회사
LY 주식회사(LY Corporation)는 일본 도쿄도 지요다구에 위치한 기업이다. 야후! 재팬과 라인 등을 운영하고 있다.

## 같이 보기
- 라인 (기업)